# سيدة تونس الأولى
سيدة تونس الأولى هي زوجة رئيس الجمهورية التونسية. عرفت تونس سبعة سيدات أولى لخمسة رؤساء وهن زوجتين لبورقيبة، زوجتين لبن علي، زوجة للمبزع، زوجة للمرزوقي وزوجة للباجي قائد السبسي، محمد الناصر وقيس سعيد.

آخرهن إشراف سعيد زوجة قيس سعيد.

## القائمة
| الصورة | الاسم بعد الزواج           | اللقب قبل الزواج | الولادة-الوفاة | الزوج الرئيس        | الزواج | مدة المنصب  |
| ------ | -------------------------- | ---------------- | -------------- | ------------------- | ------ | ----------- |
|        | مفيدة بورقيبة              | لوران (Lorain)   | 1976-1890      | الحبيب بورقيبة      | 1927   | 1957 - 1961 |
|        | وسيلة بورقيبة              | بن عمار          | 1999-1912      | الحبيب بورقيبة      | 1962   | 1962 - 1986 |
|        | نعيمة بن علي               | الكافي           | ?              | زين العابدين بن علي | 1964   | 1987 - 1988 |
|        | ليلى بن علي                | الطرابلسي        | 1956-          | زين العابدين بن علي | 1992   | 1992 - 2011 |
|        | ليليا المبزع               | بن الشاذلي       | ?              | فؤاد المبزع         | ?      | 2011        |
|        | بياتريس المرزوقي ( فرنسية) | راين (Rhein)     | ?              | المنصف المرزوقي     | 2011   | 2011 - 2014 |
|        | شاذلية قائد السبسي         | فرحات            | 1926-2019      | الباجي قائد السبسي  | 1958   | 2014 -2019  |
|        | سيرين الناصر               | مونستر           | 1939-          | محمد الناصر         | 1959   | 2019        |
|        | إشراف سعيد                 | شبيل             | 1973-          | قيس سعيد            | ?      | 2019-       |

## مقالات ذات صلة
- سيدة أولى
- سيدة ثانية